# Accept
Accept là một ban nhạc heavy metal người Đức xuất thân từ Solingen, do tay guitar Wolf Hoffmann cùng hai cựu thành viên Udo Dirkschneider (hát) và Peter Baltes (bass) thành lập vào năm 1976. Tiền thân của nhóm có thể xuất phát từ cuối thập niên 1960, khi ban nhạc khởi đầu sự nghiệp với cái tên Band X. Đội hình hiện tại của nhóm gồm Hoffmann, giọng ca Mark Tornillo, hai tay guitar Uwe Lulis và Philip Shouse, tay trống Christopher Williams và tay bass Martin Motnik. Accept đã trải qua nhiều lần thay đổi nhân sự. Hoffmann là người sáng lập duy nhất vẫn hoạt động trong nhóm, và là người duy nhất xuất hiện ở mọi album của ban nhạc.
Accept đóng vai trò quan trọng trong sự phát triển của speed và thrash metal, cũng như là một phần của trào lưu heavy metal Đức - bắt nguồn từ đầu đến giữa thập niên 1980. Accept đã gặt hái thành công thương mại đầu tiên với album phòng thu thứ năm Balls to the Wall (1983). Đây là album duy nhất của ban nhạc giành được chứng chỉ vàng tại Canada và Hoa Kỳ, đồng thời cho ra đĩa đơn nổi tiếng của nhóm là "Balls to the Wall".
Accept đã tan rã rồi tái lập nhiều lần. Họ lần đầu tan rã vào năm 1989, một vài tháng sau ngày phát hành Eat the Heat (album duy nhất của nhóm có David Reece thay thế Dirkschneider), nhưng rồi tái lập vào năm 1992 và phát hành thêm ba album nữa rồi giải tán tiếp vào năm 1997. Sau lần tái hợp ngắn hạn vào năm 2005, Accept thông báo tái hợp lần ba vào năm 2009, với Mark Tornillo (cựu giọng ca của T.T. Quick) thay thế Dirkschneider, và ban nhạc đã thu năm album cùng anh gồm: Blood of the Nations (2010), Stalingrad (2012), Blind Rage (2014), The Rise of Chaos (2017) và Too Mean to Die (2021). Từng album đều góp phần tái dựng danh tiếng của Accept tại Đức và lọt top 10 bảng xếp hạng album của quốc gia này. Tính đến năm 2024, ban nhạc đã bán được hơn 17 triệu bản album trên toàn thế giới.

## Lịch sử hoạt động

### Những năm đầu tiên (1968–1982)
Sự ra đời của Accept có thể diễn ra vào năm 1968 khi Udo Dirkschneider và Michael Wagener lập một ban nhạc địa phương có tên gọi Band X. Sau đó Band X đổi tên thành Accept, do tác động từ album sử dụng cùng tên ấy của ban nhạc blues người Anh Chicken Shack. Trong nhiều năm, Accept đã trải qua nhiều lần thay đổi nhân sự. Sự bất ổn về mặt nhân sự khiến ban nhạc dậm chân ở cấp độ nghiệp dư, vì họ chỉ xuất hiện rải rác ở các nhạc hội. Sự nghiệp chuyên nghiệp của Accept bắt đầu vào năm 1976 với đội hình gồm Udo Dirkschneider, Wolf Hoffmann, Gerhard Wahl, Peter Baltes và Frank Friedrich, khi họ được mời tới diễn ở Rock am Rhein - một trong những nhạc hội rock and roll đầu tiên ở Đức. Sau khi kết thúc nhạc hội, ban nhạc được mời ký hợp đồng thu âm. Đĩa nhạc đầu tiên của họ là album trùng tên Accept - được phát hành vào năm 1979, song tác phẩm không gặt hái được thành công trên thị trường thương mại.
Đội hình ổn định đầu tiên của Accept gồm có giọng ca Udo Dirkschneider, hai nghệ sĩ guitar Wolf Hoffmann và Gerhard Wahl, tay bass Peter Baltes và tay trống Frank Friedrich. Friedrich và Wahl bỏ ban nhạc sau khi Accept được phát hành, những người thế chỗ họ lần lượt là Stefan Kaufmann và Jörg Fischer. Đội hình này đã thu âm đĩa I'm a Rebel vào năm 1980. Ban đầu bài tiêu đề được sáng tác cho AC/DC và do ban nhạc đó thu âm, song họ chẳng bao giờ phát hành tác phẩm. Album gây được sự chú ý của một vài phương tiện truyền thông, và ban nhạc được mời xuất hiện trên truyền hình.
Năm 1981, album phòng thu thứ ba của ban nhạc mang tên Breaker được phát hành, và ban nhạc đã tuyển mộ tay quản lý Gaby Hauke. Cùng năm ấy, Accept làm nghệ sĩ diễn phụ trong World Wide Blitz Tour của Judas Priest, và lần đầu gây được sự chú ý ở ngoài thị trường châu Âu. Album phòng thu thứ tư của ban nhạc có nhan đề Restless and Wild được phát hành vào năm 1982. Jörg Fischer rời đi trước khi quá trình thu âm album bắt đầu, và người thay thế anh theo dự kiến là Jan Koemmet. Restless and Wild thể hiện sự phát triển trong âm thanh của ban nhạc, kết hợp các đặc điểm đã định hình nên thể loại nhạc sau này gọi là speed metal. Gaby Hauke được đề tên "Deaffy" trong hai bài của album.

### Thành công trên thị trường đại chúng (1983–1987)
Album phòng thu thứ năm của Accept có tên Balls to the Wall được phát hành vào năm 1983, với sự tham gia của tay guitar Herman Frank (cựu thành viên Sinner). Tác phẩm mang tính chủ đề hơn và đưa vào phần ca từ về chính trị, tình dục và các mối quan hệ ở người. Ví dụ, bài tiêu đề "Balls to the Wall" nhắc đến những người nô lệ bị áp bức nổi dậy chống lại các ông chủ, còn bài "Fight It Back" nói về những kẻ ngoài khuôn khổ chống lại sự tuân thủ luật lệ trong xã hội. Toàn bộ các bài hát được đề tên cho Accept và "Deaffy". Deaffy là biệt hiệu mà Gaby Hauke sử dụng với vai trò viết lời ca khúc cho ban nhạc, song cô không chính thức tuyên bố quyền sở hữu sáng tác, cho đến khi ban nhạc tan rã lần thứ hai.
Năm 1983, trong một show ở quê nhà, ban nhạc tình cờ gặp gỡ Jörg Fischer và trước sự nài nỉ của Hauke, Fischer đã tham gia lại vào ban nhạc. Suốt năm 1984, một chuyến lưu diễn quanh thế giới đã diễn ra, gồm cả nhạc hội Monsters of Rock. Ở thời điểm này, ban nhạc có được sụ hỗ trợ của Bad Steve - ban nhạc do các thành viên cũ của Accept và Band X gồm Dieter Rubach, Jan Koemmet và Frank Friedrich dẫn dắt. Ban nhạc cũng diễn mở màn cho Iron Maiden ở World Slavery Tour.
Năm 1985, Metal Heart được phát hành. Với sự tham gia của Dieter Dierks (nhà sản xuất của Scorpions), album đã thể hiện sức sáng tạo cao nhất của ban nhạc. Accept đã đi lưu diễn khắp thế giới để quảng bá album, và ghi lại các live show với mini-album nhạc sống Kaizoku-Ban.
Nhạc phẩm kế tiếp của nhóm mang tên Russian Roulette, được phát hành vào năm 1986. Năm 1987, Udo Dirkschneider bị khai trừ khỏi ban nhạc, rồi quyết định bắt đầu sự nghiệp solo. Theo lời Wolf Hoffmann, chưa bao giờ có chuyện Dirkschneider bị khai trừ khỏi nhóm, mà quyết định chia tay là sự đồng thuận từ hai bên trong ban nhạc. Nhằm ủng hộ quyết định này, đội ngũ sáng tác ở Accept đã sáng tác toàn bộ album solo của Dirkschneider. Album mang tên Animal House - được phát hành vào năm 1987 dưới biệt hiệu U.D.O.

### Thời gian gắn bó với David Reece và lần tạm dừng hoạt động đầu tiên (1988–1991)
Song song với việc thực hiện album Animal House, Accept bắt đầu mở phỏng vấn ở vị trí hát chính. Ban nhạc đã phỏng vấn một vài ca sĩ, gồm có Ken Tamplin và Rob Armitage của Baby Tuckoo. Nhóm còn đưa mặt họ lên ảnh chụp quảng bá và phỏng vấn tạp chí metal, đồng thời cùng thu một vài bài demo. Armitage còn biểu diễn trực tiếp với ban nhạc, và một trong các show mà anh góp mặt đã nhận được bài đánh giá của tạp chí Metal Hammer. Tuy nhiên, giọng ca người Mỹ David Reece mới là người được chọn. Đội hình mới này đã thu âm và phát hành album Eat the Heat vào năm 1989. Cùng năm ấy, Accept đi tour để quảng bá với những ban nhạc như Metal Church, W.A.S.P., Danzig và Armored Saint.
Sự nghiệp của Accept đột ngột dừng lại khi mà Stefan Kaufmann gặp chấn thương lưng nghiêm trọng trong tour quảng bá album. Tạm thời, người thay thế anh là tay trống Ken Mary (House of Lords) ở các nơi còn lại trong tour diễn ở Mỹ. Ở thời điểm tour chấm dứt vào cuối năm 1989, ban nhạc quyết định rằng trong trường hợp vắng mặt Kaufmann và bất đồng nảy sinh với Reece, đây là lúc họ phải tạm ngừng hoạt động.

### Tái hợp với Dirkschneider (1992–1996)

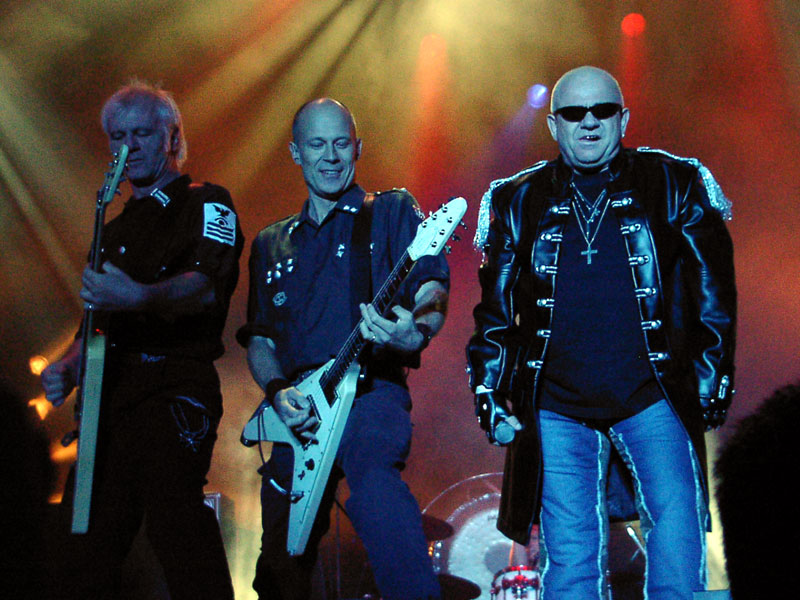
Giọng ca chính cũ Udo Dirkschneider (phải) trong tour tái hợp của Accept vào năm 2005

Năm 1990, album ghi trực tiếp Staying a Life (được thu thanh vào năm 1985) được phát hành thành sản phẩm kỷ niệm sự nghiệp của nhóm. Một vài năm sau, các thành viên cũ gặp lại Dirkschneider và quyết định lập lại ban nhạc các thành chủ chốt gồm Hoffmann, Kaufmann, Dirkschneider và Baltes.
Album tái xuất của nhóm có nhan đề Objection Overruled được phát hành vào năm 1993 và gặt hái thành công ở châu Âu lẫn Hoa Kỳ. Sau đó họ thực hiện một tour diễn thế giới, rồi làm thêm album nữa mang tên Death Row - được phát hành vào năm 1994. Kaufmann không thể diễn tiếp do chấn thương lưng tái phát, nên Stefan Schwarzmann trở thành lựa chọn tạm thời thay vị trí của Kaufman.

Năm 1996, Predator được thu âm tại Nashville với sự tham gia của nhà sản xuất Michael Wagener (bạn cùng trường lâu năm của Udo) chỉ đạo và với Michael Cartellone (từ nhóm Damn Yankees) khỏa lấp vị trí chơi trống. Tour quảng bá của Accept mang tên Predator diễn ra tại Bắc Mỹ, châu Á, châu Âu và Nam Mỹ. Buổi hòa nhạc cuối của họ diễn ra tại Tokyo, Nhật Bản.

### Tạm ngưng hoạt động lần hai và lần tái hợp ngắn ngủi (1997–2005)
Từ năm 1997 đến 2005, toàn bộ các thành viên tiếp tục theo đuổi các dự án riêng của họ. Năm 2005, Accept nhận được lời mời từ các nhà tiếp thị châu Âu để dự một tour diễn hè ngắn European Festival với đội hình kinh điển của Accept (Hoffmann, Baltes, Dirkschneider, Frank và Schwarzmann). Những nhạc hội này lại thành công rực rỡ. Ngày 27 tháng 8 năm 2005, show cuối được tổ chức tại Kaliakra Rock Fest ở Kavarna, Bulgaria. Tháng 5 năm 2007, khi được trang Lords of Metal hỏi liệu Accept có định sáng tác và thu sản phẩm mới không, Dirkschneider đáp:
Đấy sẽ là một vấn đề. Bạn biết đấy, chơi những bài hát cũ thì dễ, vì chúng đã tồn tại rồi mà. Đặc biệt với tôi, việc đó dễ dàng vì tôi vẫn chơi những bài kinh điển ấy với U.D.O., nhưng với một số người thì việc đó khó hơn một chút. Nhưng mọi người trên sân khấu đều làm tốt. Tôi hiểu là mọi người muốn một album mới của Accept, nhưng cùng nhau sáng tác ca khúc sẽ trở thành thảm họa. Nếu làm cách đó thì chúng tôi sẽ hủy hoại hơn là sáng tác. Giờ đây chúng tôi có quan hệ tốt và tốt nhất nên giữ nguyên vậy thôi.

### Tái xuất với Mark Tornillo vàBlood of the Nations(2009–2011)

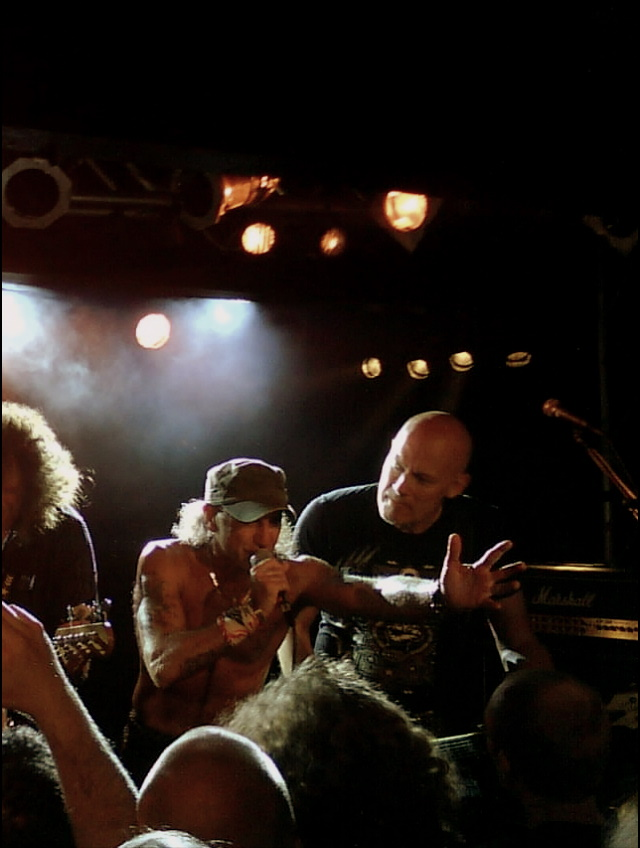
Mark Tornillo (giữa ảnh) với nghệ sĩ guitar Wolf Hoffmann ở Stockholm, ngày 20 tháng 5 năm 2010. Tornillo thay thế Udo Dirkschneider làm giọng ca chính của Accept khi ban nhạc lập lại đội hình năm 2009.

Ngày 14 tháng 5 năm 2009, Udo Dirkschneider chính thức thông báo ông sẽ không tham gia các dự án tái hợp được đồn thổi của Accept. Cuối tháng 5 năm 2009, những tin đồn dấy lên về khả năng lập lại đội hình của Accept, khi tay bass Peter Baltes tiết lộ anh đã dành dịp cuối tuần "tấu nhạc thật tốc độ" với nghệ sĩ guitar Wolf Hoffmann tại tư gia của anh ở Pennsylvania. Baltes giải thích: "Chúng tôi đang làm những tác phẩm tuyệt vời. Tôi sẽ cho mọi người biết sớm nhất có thể. Hãy làm 'Metal Heart' (biệt danh của Accept) đập trở lại nào."
Tại một buổi chơi nhạc ngẫu hứng thân mật, buổi gặp tình cờ giữa Accept và Mark Tornillo (cựu ca sĩ của T.T. Quick) đã xảy ra ngay sau khi Tornillo được thông báo làm giọng ca mới của nhóm. Nhóm đã tiến hành sáng tác và thu âm album mới Andy Sneap (nổi tiếng nhờ hợp tác với Megadeth, Sabbat, BLAZE, Exodus, Testament, Arch Enemy và Onslaught) làm nhà sản xuất. Với nhan đề Blood of the Nations, đây là album tự sáng tác đầu tiên của Accept sau 14 năm.
Ngày 8 tháng 5 năm 2010, đội hình mới của Accept có buổi diễn trực tiếp đầu tiên tại Nhà hát Gramercy ở thành phố New York City. Đây cũng là buổi hòa nhạc đầu tiên của họ ở Mỹ sau 15 năm. Ngày 21 tháng 5 năm 2010, MV bài "Teutonic Terror" giành vị trí số năm trên bảng xếp hạng video toàn cầu ở mọi thể loại trên MySpace, xếp trên các nghệ sĩ như Miley Cyrus, Justin Bieber và Christina Aguilera. MV cũng đứng đầu bảng xếp hạng MySpace Global Metal Charts.
Ngày 13 tháng 6 năm 2010, Accept diễn khai mạc cho AC/DC ở Stuttgart, Đức. Ngày 25 tháng 6 năm 2010, họ giành suất diễn chính tại của nhạc hội Sonisphere Festival ở Romania và Thổ Nhĩ Kỳ. Với buổi diễn kéo dài hơn hai tiếng đồng hồ, họ trình bày các bài nhạc kinh điển như "Balls to the Wall", "Metal Heart" và "Princess of the Dawn" cùng các sáng tác trong album mới. Ngày 20 tháng 8 năm 2010, Blood of the Nations được phát hành ở thị trường châu Âu và ra mắt ở vị trí thứ tư trên bảng xếp hạng German Media Control Charts. Đây cũng là tác phẩm có màn ra mắt cao thứ thứ hai của ban nhạc trên bảng xếp hạng ấy suốt sự nghiệp của họ.
Ngày 4 tháng 9 năm 2010, Blood of the Nations được phát hành ở Nhật Bản, rồi được phát hành ở Hoa Kỳ vào ngày 18 tháng 9. Accept thực tour diễn hè kéo dài 80 ngày trên quãng đường 65.000 km và trình diễn trước hơn 450.000 người hâm mộ. Tháng 10 năm 2010, ban nhạc có mặt ở nhạc hội Loud Park của Nhật Bản ở ngoài Tokyo. Họ diễn trước 40.000 người hâm mộ cùng với Ozzy Osbourne, Motörhead và Stone Sour.
Trong vòng một tháng kể từ khi phát hành Blood of the Nations, Wolf Hoffmann chia sẻ với Metal Asylum: "Chúng tôi đang nghĩ về và sáng tác đĩa nhạc tiếp theo. Chúng tôi đều nhớ mình hoạt động dưới tư cách Accept và nhận ra mình đang bỏ lỡ việc đó. Dĩ nhiên là chúng tôi không còn như lúc 20 tuổi nữa và không sẵn sàng làm bất cứ việc gì để thành công, chúng tôi không tuyệt vọng đến vậy đâu. [Cười] Chúng tôi đang tìm làm những gì vừa có ý nghĩa, vừa thú vị nữa."

### StalingradvàBlind Rage(2012–2014)

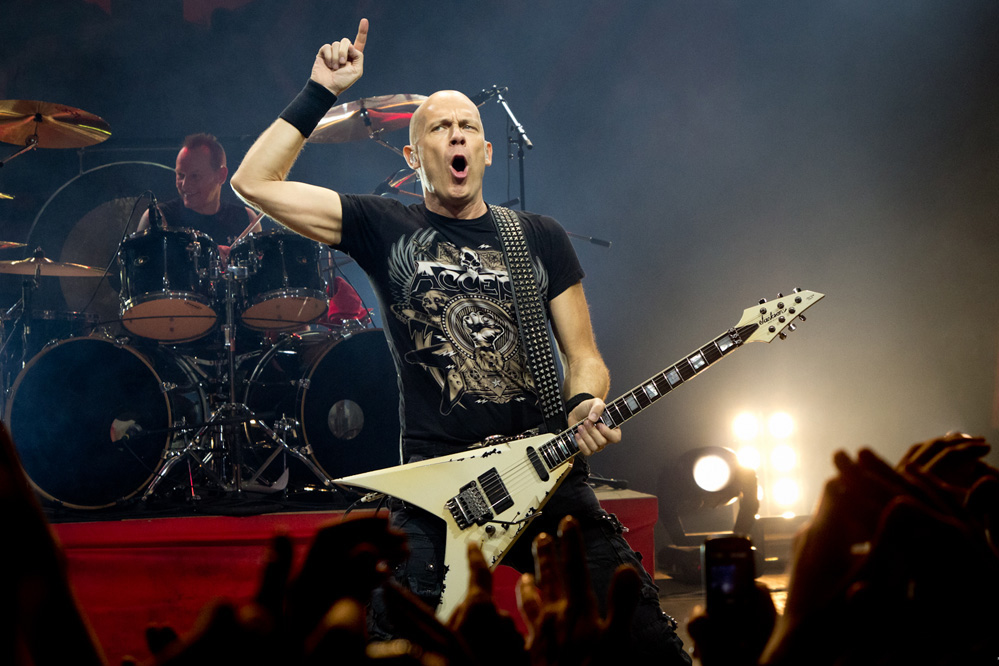
Wolf Hoffmann (ảnh chụp ở Minsk, Belarus năm 2011) đã làm nghệ sĩ guitar của Accept kể từ khi ban nhạc ra đời vào năm 1976.

Accept một lần nữa làm việc với Andy Sneap để sản xuất album phòng thu thứ 13 - tác phẩm được hoàn thành vào đầu năm 2012. Album có nhan đề Stalingrad, được phát hành vào tháng 4 năm 2012.
Ngày 8 tháng 4 năm 2013, Wolf Hoffmann kể với đài phát thanh Radio Futuro của Chile rằng Accept đã bắt đầu viết chất liệu cho album phòng thu thứ 14 và "nhất định sẽ quay lại phòng thu sớm nhất có thể." Bốn tháng sau, vào ngày 9 tháng 8 năm 2013 tại nhạc hội Bloodstock Open Air, Wolf chia sẻ với Metal Shock Finland:
Hi vọng album sắp tới của chúng tôi sẽ ra mắt vào năm sau. Chúng tôi đã bắt đầu sáng tác một vài bài hát, song chưa thu âm bất cứ bài nào. Nhưng qua mùa đông, có thể là đầu năm sau, chúng tôi sẽ bắt đầu thu album và cố làm nó hay như album gần nhất, thậm chí là hay hơn nữa, để xem liệu chúng tôi có làm được không... Tác phẩm sẽ nặng như những album trước vậy.

### Chia tay hai thành viên vàThe Rise of Chaos(2014–2017)
gày 15 tháng 8 năm 2014, Accept phát hành album phòng thu thứ 14 mang tên Blind Rage. Trong tour diễn toàn thế giới, họ lần đầu trình bày album tại Úc. Blind Rage trở thành album đầu tiên của Accept giành vị trí đầu bảng xếp hạng tại quê nhà của họ. Ngày 28 tháng 12 năm 2014, nghệ sĩ guitar Herman Frank thông báo anh một lần nữa rời Accept. Sau đó cũng trong hôm ấy, Accept thông báo tay trống Stefan Schwarzmann cũng rời ban nhạc.
Ngày 12 tháng 4 năm 2015, Accept thông báo chiêu mộ nghệ sĩ guitar và tay trống mới - Uwe Lulis và Christopher Williams. Ngày 5 tháng 6 năm 2015, trước tiết mục của ban nhạc tại nhạc hội South Park ở Tampere, Phần Lan, tay bass Peter Baltes kể với Kaaos TV rằng Accept định bắt đầu làm album mới sau khi kết thúc Blind Rage tour. Tháng 7 năm 2015, khi được hỏi về tương lai của ban nhạc trong một buổi phỏng vấn, tay guitar Wolf Hoffmann đáp: "Chúng tôi sẽ tiếp tục thực hiện tour này trong vài tuần nữa, rồi chúng sẽ nghỉ ngơi một chút và quay trở lại vào mùa thu, nhưng lúc này chúng tôi gần như đã kết thúc Blind Rage tour. Đó là giai đoạn cuối trong cả một chu trình. Rồi chúng tôi sẽ sáng tác và thu album mới, chuyện đó mất bao lâu và khi nào mới diễn ra thì ai biết chứ? Nhưng theo tôi biết thì nó sẽ xảy ra thôi." Hoffmann chia sẻ rằng album mới sẽ được phát hành vào tháng khoảng tháng 7 hoặc tháng 8 năm 2017. Giống như ba album trước, tác phẩm do Andy Sneap làm nhà sản xuất, đánh dấu lần hợp tác thứ ba giữa anh và Accept.
Ngày 16 tháng 4 năm 2017, Accept thông báo album có tựa đề The Rise of Chaos, được phát hành vào ngày 4 tháng 8. Ngày 2 tháng 6 năm 2017, ban nhạc phát hành bài hát tiêu đề trên nền tảng kỹ thuật qua hãng Nuclear Blast, kèm thiết kế bìa mới.

### Chia tay Peter Baltes,Too Mean to DievàHumanoid(2018–nay)

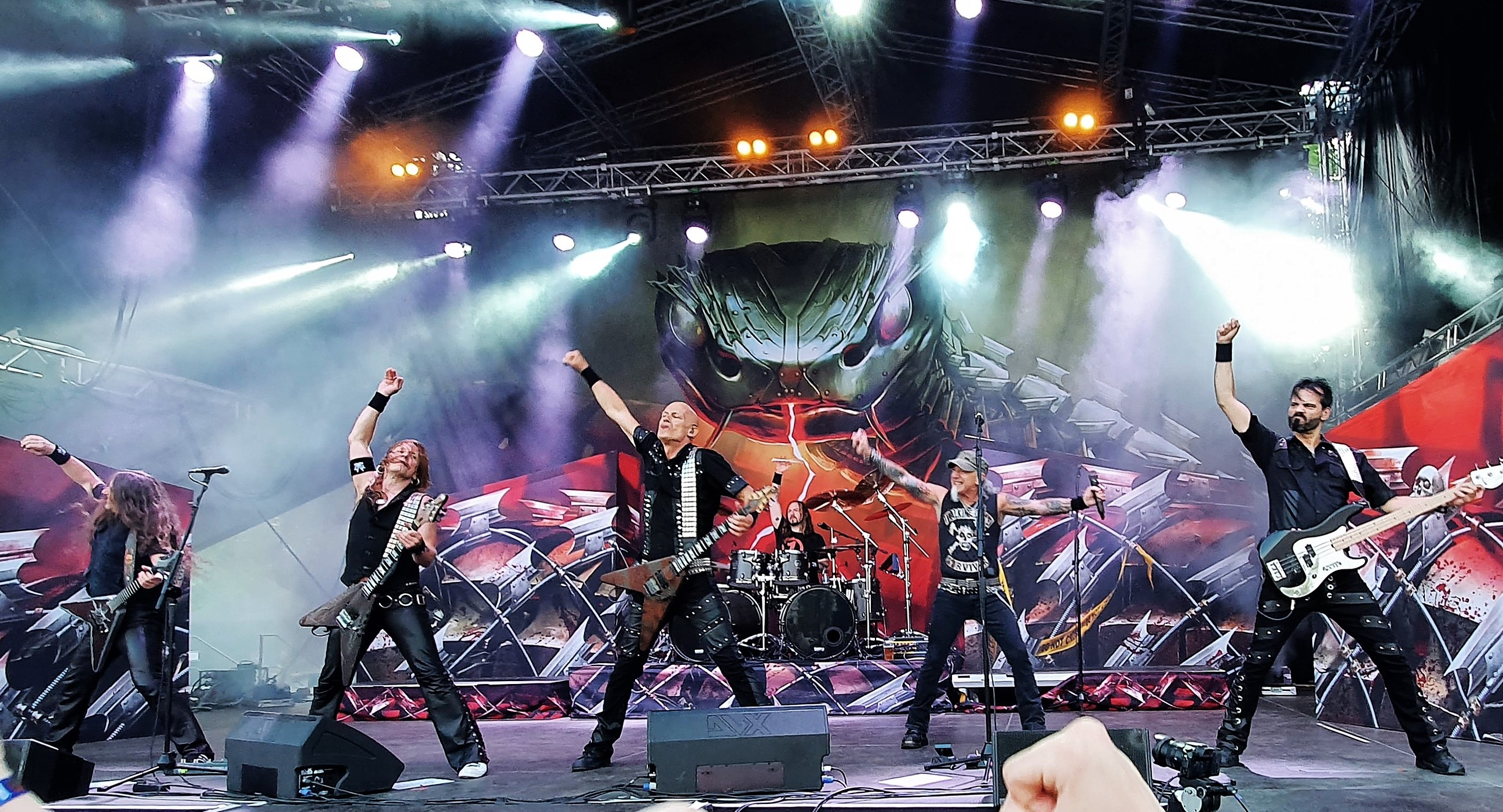
Accept ở Phần Lan vào năm 2022

Tháng 9 năm 2018, trong phỏng vấn với The Foundry, tay guitar Wolf Hoffmann xác nhận Accept đã bắt đầu quá trình sáng tác sản phẩm tiếp nối The Rise of Chaos. Anh chia sẻ: "Chúng tôi bắt đầu sáng tác vài đoạn riff, nhưng phần công đoạn sáng tác sẽ diễn ra sau khi chúng tôi ngừng đi tour, vì với tôi việc vừa đi diễn vừa sáng tác rất khó."
Ngày 27 tháng 9 năm 2018, tay bass Peter Baltes thông báo anh đã rời Accept sau 42 năm gắn bó với ban nhạc. Theo lời ban nhạc: "Peter cần sự thay đổi trong cuộc sống và chúng tôi chúc anh ấy mọi điều tốt đẹp nhất. Anh luôn là một phần của gia đình Accept và để tôn vinh những đóng góp của anh cho lịch sử âm nhạc, tất cả chúng ta cũng nên chúc mọi điều tốt lành đến với anh ấy." Sau Baltes rời đi, Hoffmann là thành viên sót lại cuối cùng từ đội hình đầu tiên của ban nhạc.
Danny Silvestri được chọn khỏa lấp vị trí chơi bass của Baltes trong tiết mục của ban nhạc tại nhạc hội 70000 Tons of Metal 2019. Ngày 16 tháng 4 năm 2019, Martin Motnik (cựu đồng đội của Uli Jon Roth) được công bố là thành viên thay thế dài hạn cho Baltes. Ba ngày sau, Accept phát hành đĩa đơn bảy inch đặc biệt có tên gọi "Life's a Bitch" - đây là ca khúc đầu tiên của họ sau hai năm và là tác phẩm đầu tiên vắng mặt Baltes. Ngày 1 tháng 11 năm 2019, Accept thông báo Philip Shouse (từng là thành viên đi tour) tham gia làm tay guitar thứ ba của ban nhạc, biến Accept thành một nhóm nhạc lục tấu.
Ngày 2 tháng 10 năm 2020, Accept phát hành đĩa đơn đầu tiên "The Undertaker" trích từ album phòng thu thứ 16 sắp ra mắt mang tên Too Mean to Die - được phát hành vào ngày 29 tháng 1 năm 2021. Too Mean to Die đã suýt giành được ngôi đầu bảng xếp hạng ở Đức. Tác phẩm được thu âm trong thời kỳ đại dịch COVID-19 ở Nashville và do Andy Sneap làm nhà sản xuất ở Anh. Nói về album mới, ban nhạc chia sẻ: "Chúng tôi quá dữ dội để chết! Cỏ dại không biến mất! Accept sẽ không lùi bước!" Tour diễn nhằm quảng bá album bắt đầu vào ngày 2 tháng 7 năm 2021 tại Penn's Peak ở Pennsylvania. Chu kỳ của tour diễn Too Mean to Die kéo dài gần hai năn, gồm một tour mà ban nhạc diễn chính ở Mỹ vào mùa thu năm 2022 với Narcotic Wasteland, kế đến là tour ở châu Âu vào tháng 1 và tháng 2 năm 2023 với Phil Campbell and the Bastard Sons. Ban đầu tour sau nữa dự kiến diễn ra vào tháng 1 và tháng 2 năm 2022, nhưng đại dịch COVID-19 làm cho tour bị hoãn một năm.
Ngày 17 tháng 2 năm 2022, Accept thông báo họ đã ký hợp đồng toàn cầu với Napalm Records. Vào tháng 7, Hoffmann thông báo ban nhạc đang tiến hành sáng tác cho album mới tiếp nối Too Mean to Die. Tháng 6 năm 2023, tay bass Martin Motnik xác nhận Accept đã bắt đầu thu demo các ca khúc cho album. Ngày 6 tháng 3 năm 2024, ban nhạc thông báo Humanoid là tựa đề của album và tác phẩm sẽ được phát hành vào ngày 26 tháng 4, cùng một tour quảng bá diễn ra sau đó.

## Di sản
Accept được xem là nguồn ảnh hưởng hoặc cảm hứng cho nhiều nghệ sĩ, gồm Metallica, Megadeth, Slayer, Pantera, Testament, Anthrax, Guns N' Roses, Mötley Crüe, Alice in Chains, Soundgarden, Overkill, Exodus và Annihilator, cũng như các nghệ sĩ đồng hương như Helloween, Blind Guardian, Doro, Sodom, Rage và Grave Digger.

## Thành viên
Thành viên hiện tại
- Wolf Hoffmann – lead guitar, hát bè (1976–1989, 1992–1997, 2005, 2009–nay)
- Mark Tornillo – hát chính (2009–nay)
- Uwe Lulis – rhythm guitar (2015–nay)
- Christopher Williams – trống (2015–nay)
- Martin Motnik – bass (2019–nay)
- Philip Shouse – guitar (2019–nay)

## Danh sách đĩa nhạc
Album phòng thu
- Accept (1979)
- I'm a Rebel (1980)
- Breaker (1981)
- Restless and Wild (1982)
- Balls to the Wall (1983)
- Metal Heart (1985)
- Russian Roulette (1986)
- Eat the Heat (1989)
- Objection Overruled (1993)
- Death Row (1994)
- Predator (1996)
- Blood of the Nations (2010)
- Stalingrad (2012)
- Blind Rage (2014)
- The Rise of Chaos (2017)
- Too Mean to Die (2021)
- Humanoid (2024)

## Trong văn hóa đại chúng
Ở mùa hai của bộ phim truyền hình Justified, nhân vật Coover thường mặt áo in chữ Accept.
Ở mùa bốn của Cậu bé mất tích, Eddie Munson cài huy hiệu Accept trên ngực áo của anh.

### Bài hát của Accept trong các phương tiện truyền thông khác
Bài hát từ album Breaker
- Phim điện ảnh Đức Night of the Wolves (1982) có đưa vào một đoạn của bài "Starlight" cũng như thoáng xuất hiện bìa album Breaker khi nhân vật nữ chính bật đĩa nhạc. "Run if You Can" cũng có mặt trong phi, các bài hát này đều xuất hiện trong album sountrack.

"Fast as a Shark"
- Phim điện ảnh Ý Dèmoni (1985)
- Phim điện ảnh People Like Us (2012)
- Trò chơi video hành động/phiêu lưu Brütal Legend

"Balls to the Wall"
- Trò chơi Guitar Hero Encore: Rocks the 80s trên máy PlayStation 2
- Trò chơi Grand Theft Auto: Vice City Stories trên máy PSP/PS2
- Nội dung tải nhạc cho trò chơi dạy guitar đa nền tảng Rocksmith
- Phim điện ảnh The Wrestler (2008)
- Phim điện ảnh Balls to the Wall (2011) do Penelope Spheeris làm đạo diễn.
- Tập phim "Tornado" trong bộ phim truyền hình Beavis and Butt-Head, trong tập phim ấy nhân vật tiêu đề chế giễu MV.

"Zombie Apocalypse"
- Trò chơi video Saints Row